# 清水駅 (大阪府)

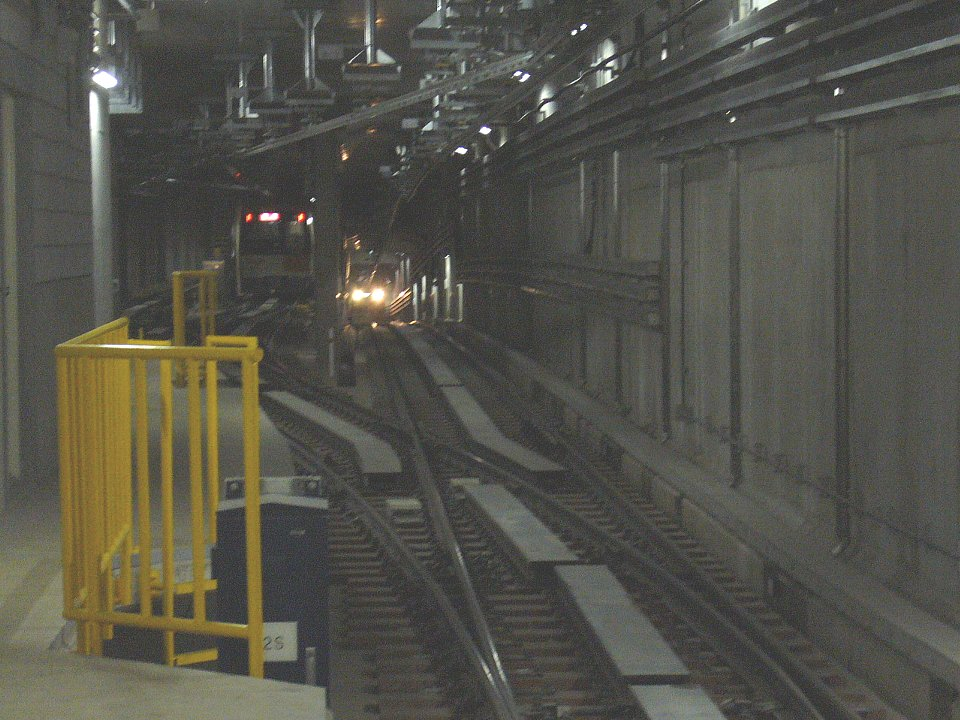
ホームから留置線を望む

清水駅（しみずえき）は、大阪府大阪市旭区清水四丁目にある、大阪市高速電気軌道 (Osaka Metro) 今里筋線の駅。駅番号はI15。

## 概要
旭区内にある地下鉄の駅としては唯一、複合駅名ではない駅である。
今里筋線の乗務員が所属する清水乗務所が存在するため、一部の列車は当駅で乗務員が交代する。また朝夕に当駅発着列車が運転されており、今里方に留置線（鶴見緑地北車庫への入出庫線）がある。

## 歴史
- 2006年（平成18年）
  - 7月10日：駅名を「清水」駅に正式決定。
  - 12月24日：開業。
- 2018年（平成30年）4月1日：大阪市交通局の民営化により、大阪市高速電気軌道 (Osaka Metro) の駅となる。

## 駅構造
島式ホーム1面2線の地下駅。可動式ホーム柵が設置されている。改札口は1ヶ所のみ。
当駅は、清水管区駅に所属しており、清水管区駅長が当駅と、新森古市駅および関目成育駅を管轄している。

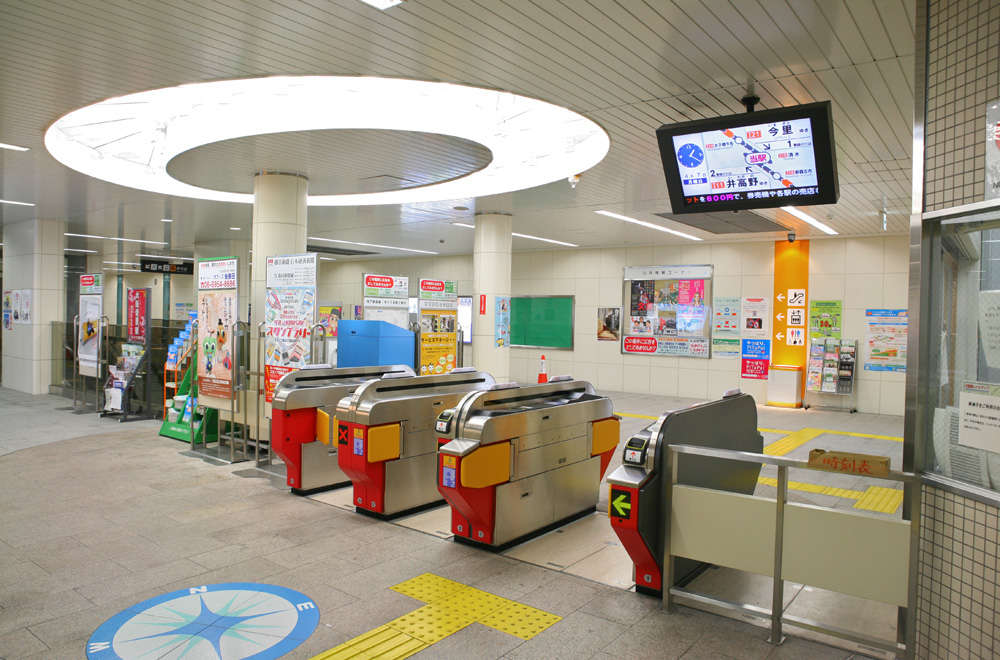
改札（2008年4月）
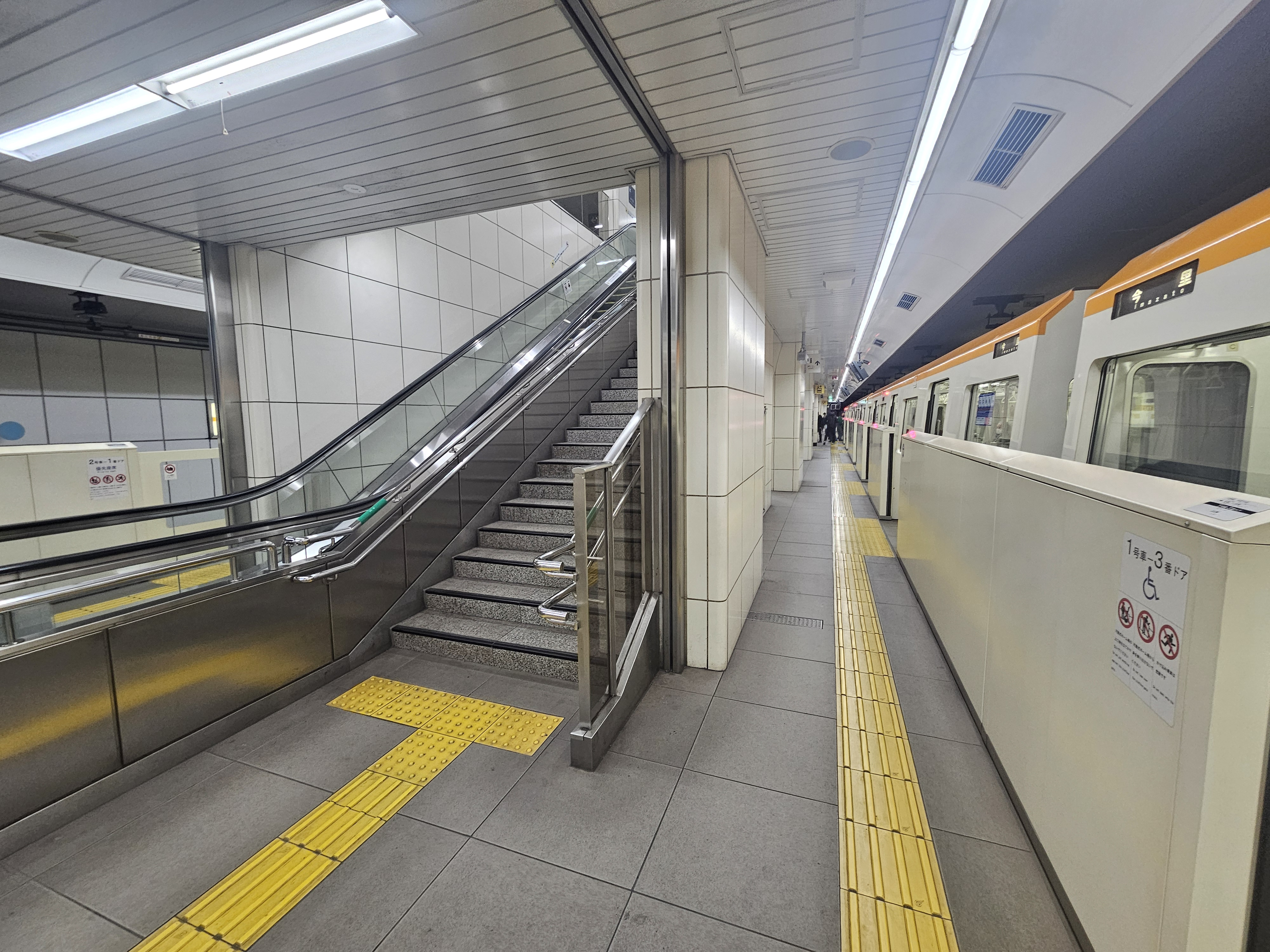
プラットホーム（2025年2月）

### のりば
| 番線 | 路線     | 行先       |
| ---- | -------- | ---------- |
| 1    | 今里筋線 | 今里方面   |
| 2    | 今里筋線 | 井高野方面 |

### 出口
| 出口番号 | 出口周辺         | 位置                                   | 備考             |
| -------- | ---------------- | -------------------------------------- | ---------------- |
| 1        | シティバスのりば | 北緯34度43分17.7秒 東経135度33分39.2秒 | エレベーターあり |
| 2        | シティバスのりば | 北緯34度43分18.9秒 東経135度33分38.3秒 | エレベーターあり |

## 利用状況
2024年11月12日の1日乗降人員は5,893人（乗車人員：3,024人、降車人員：2,869人）である。今里筋線の駅として、またニュートラムを除くOsaka Metro全線で最も乗降人員が少ない（ニュートラムも含むと、南港東駅が最下位）。
各年度の特定日利用状況は下表の通り。
| 年度               | 調査日   | 乗車人員 | 降車人員 | 乗降人員 | 出典          | 出典          |
| 年度               | 調査日   | 乗車人員 | 降車人員 | 乗降人員 | メトロ        | 大阪府        |
| ------------------ | -------- | -------- | -------- | -------- | ------------- | ------------- |
| 2007年（平成19年） | 11月13日 | 1,645    | 1,593    | 3,238    |               | [ 大阪府 1 ]  |
| 2008年（平成20年） | 11月11日 | 1,881    | 1,826    | 3,707    |               | [ 大阪府 2 ]  |
| 2009年（平成21年） | 11月10日 | 2,155    | 2,089    | 4,244    |               | [ 大阪府 3 ]  |
| 2010年（平成22年） | 11月09日 | 2,185    | 2,030    | 4,215    |               | [ 大阪府 4 ]  |
| 2011年（平成23年） | 11月08日 | 2,239    | 2,182    | 4,421    |               | [ 大阪府 5 ]  |
| 2012年（平成24年） | 11月13日 | 2,475    | 2,386    | 4,861    |               | [ 大阪府 6 ]  |
| 2013年（平成25年） | 11月19日 | 2,452    | 2,371    | 4,823    | [ メトロ 1 ]  | [ 大阪府 7 ]  |
| 2014年（平成26年） | 11月11日 | 2,447    | 2,314    | 4,761    | [ メトロ 2 ]  | [ 大阪府 8 ]  |
| 2015年（平成27年） | 11月17日 | 2,727    | 2,656    | 5,383    | [ メトロ 3 ]  | [ 大阪府 9 ]  |
| 2016年（平成28年） | 11月08日 | 2,746    | 2,693    | 5,439    | [ メトロ 4 ]  | [ 大阪府 10 ] |
| 2017年（平成29年） | 11月14日 | 2,968    | 2,847    | 5,815    | [ メトロ 5 ]  | [ 大阪府 11 ] |
| 2018年（平成30年） | 11月13日 | 2,800    | 2,697    | 5,497    | [ メトロ 6 ]  | [ 大阪府 12 ] |
| 2019年（令和元年） | 11月12日 | 2,968    | 2,799    | 5,767    | [ メトロ 7 ]  | [ 大阪府 13 ] |
| 2020年（令和02年） | 11月10日 | 2,591    | 2,489    | 5,080    | [ メトロ 8 ]  | [ 大阪府 14 ] |
| 2021年（令和03年） | 11月16日 | 2,584    | 2,484    | 5,068    | [ メトロ 9 ]  | [ 大阪府 15 ] |
| 2022年（令和04年） | 11月15日 | 2,669    | 2,565    | 5,234    | [ メトロ 10 ] | [ 大阪府 16 ] |
| 2023年（令和05年） | 11月07日 | 2,843    | 2,686    | 5,529    | [ メトロ 11 ] | [ 大阪府 17 ] |
| 2024年（令和06年） | 11月12日 | 3,024    | 2,869    | 5,893    | [ メトロ 12 ] |               |

## 駅周辺
周辺は住宅地であり、目立った集客施設はない。
- 大阪市立清水小学校
- 大阪市立旭東中学校
- 大阪市立新森小路小学校
- 大阪府立光陽支援学校
- 大阪国際滝井高等学校
- 八幡大神宮
- 牧病院
- 大阪旭東郵便局
- 旭清水郵便局
- 新森中央公園
- ライフ新森店
- 森小路遺跡碑
- 喜左衛門記念碑
- 護念寺

なお、少し離れているものの千林商店街・京阪電鉄京阪本線千林駅も近い。

## バス路線
最寄停留所は清水小学校前および清水二丁目となる。以下の路線が乗り入れ、大阪シティバスにより運行されている。
- 86号系統：布施駅前/上新庄駅前

## 隣の駅
大阪市高速電気軌道 (Osaka Metro)
 今里筋線
太子橋今市駅 (I14) - 清水駅 (I15) - 新森古市駅 (I16)
- ( ) 内は駅番号を示す。

### 記事本文

### 利用状況
1. ↑  路線別駅別乗降人員 - 大阪市高速電気軌道
2. ↑  大阪府統計年鑑 - 大阪府
3. ↑  大阪市統計書 - 大阪市

#### 大阪市高速電気軌道
1. ↑  路線別乗降人員 （2013年11月19日（火）交通調査） (PDF)
2. ↑  路線別乗降人員 （2014年11月11日（火）交通調査） (PDF)
3. ↑  路線別乗降人員 （2015年11月17日（火）交通調査） (PDF)
4. ↑  路線別乗降人員 （2016年11月8日（火）交通調査） (PDF)
5. ↑  路線別乗降人員 （2017年11月14日（火）交通調査） (PDF)
6. ↑  路線別乗降人員 （2018年11月13日（火）交通調査） (PDF)
7. ↑  路線別乗降人員 （2019年11月12日（火）交通調査） (PDF)
8. ↑  路線別乗降人員 （2020年11月10日（火）交通調査） (PDF)
9. ↑  路線別乗降人員 （2021年11月16日（火）交通調査） (PDF)
10. ↑  路線別乗降人員 （2022年11月15日（火）交通調査） (PDF)
11. ↑  路線別乗降人員 （2023年11月7日（火）交通調査） (PDF)
12. ↑  路線別乗降人員 （2024年11月12日（火）交通調査） (PDF)

#### 大阪府統計年鑑
1. ↑  大阪府統計年鑑（平成20年） (PDF)
2. ↑  大阪府統計年鑑（平成21年） (PDF)
3. ↑  大阪府統計年鑑（平成22年） (PDF)
4. ↑  大阪府統計年鑑（平成23年） (PDF)
5. ↑  大阪府統計年鑑（平成24年） (PDF)
6. ↑  大阪府統計年鑑（平成25年） (PDF)
7. ↑  大阪府統計年鑑（平成26年） (PDF)
8. ↑  大阪府統計年鑑（平成27年） (PDF)
9. ↑  大阪府統計年鑑（平成28年） (PDF)
10. ↑  大阪府統計年鑑（平成29年） (PDF)
11. ↑  大阪府統計年鑑（平成30年） (PDF)
12. ↑  大阪府統計年鑑（令和元年） (PDF)
13. ↑  大阪府統計年鑑（令和2年） (PDF)
14. ↑  大阪府統計年鑑（令和3年） (PDF)
15. ↑  大阪府統計年鑑（令和4年） (PDF)
16. ↑  大阪府統計年鑑（令和5年） (PDF)
17. ↑  大阪府統計年鑑（令和6年） (PDF)